# Christoph Arnold (Dichter)

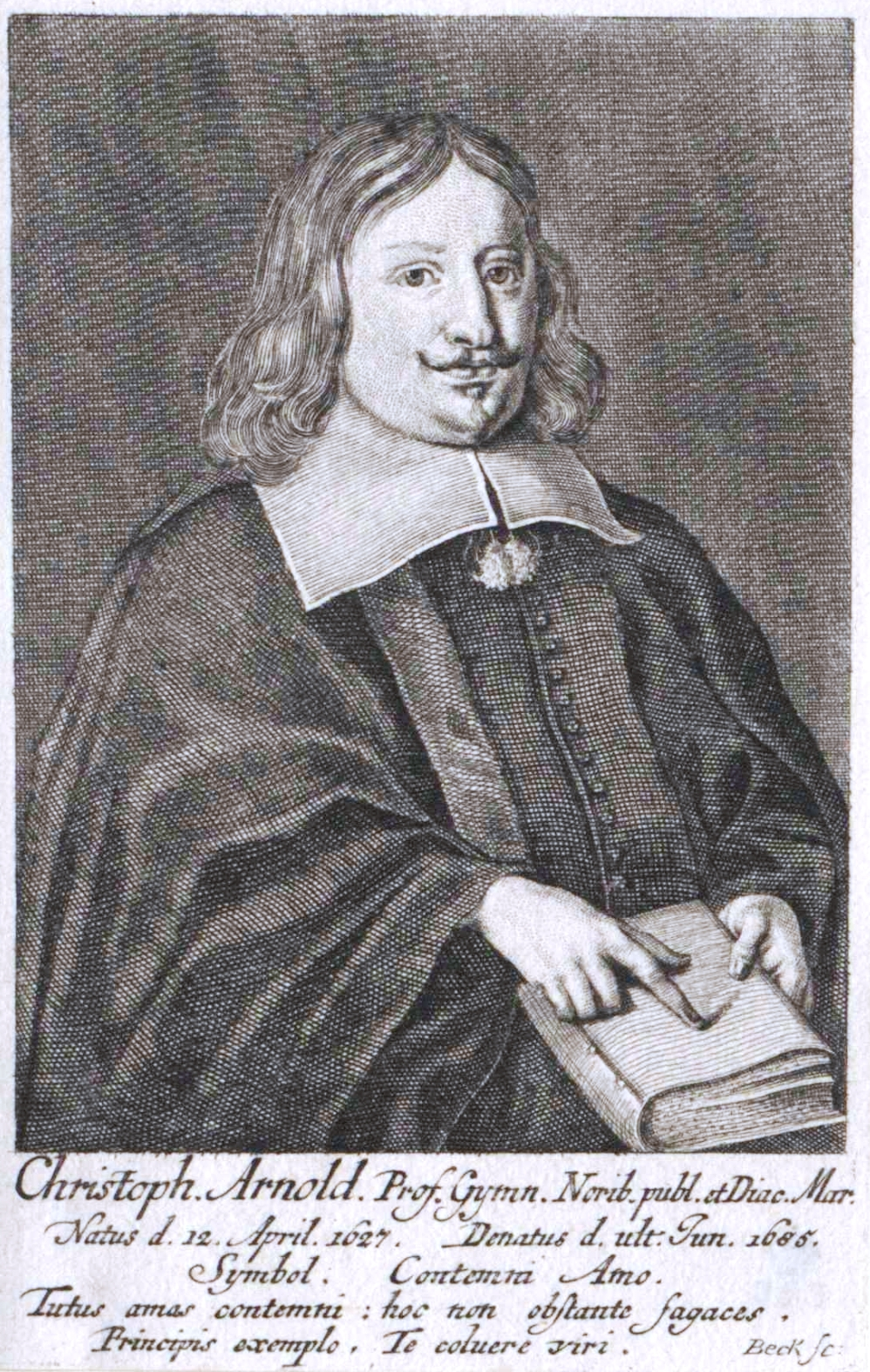
Christoph Arnold

Christoph Arnold (* 12. April 1627 in Hersbruck; † 30. Juni 1685 in Nürnberg) war evangelischer Theologe, Kirchenlieddichter und Dichter im Pegnesischen Blumenorden.

## Leben und Werk
Christoph Arnold war ein Sohn des Hersbrucker Pfarrers Caspar Arnold (1599–1666). Er wurde 1645 mit 17 Jahren von Georg Philipp Harsdörffer als sechstes Mitglied in die gerade gegründete Dichtergesellschaft aufgenommen. Sein Schäfername war Lerian, seine Gesellschaftsblume die Heckenrose. Nach dem Besuch des Egidiengymnasiums in Nürnberg und dem Studium an der Universität Altdorf, die er 1649 mit dem Magisterexamen abschloss, hielt er sich mehrere Jahre in England und Holland auf.
Kurz vor seiner Abreise veröffentlichte er 1649 den Kunstspiegel/ Darinnen die Hochteutsche Sprach nach ihrem merckwürdigen Uhraltertuhm/ ersprießlichen Wachstuhm/ und reich-völligen Eigentuhm/ auf Fünfferlei Gestalten Denkzeitweis außgebildet, eines der grammatikalischen Werke der Barockzeit im Umfeld der Sprachstudien von Justus Georg Schottelius.
Wieder zurück in Nürnberg, wirkte er ab 1653 als Diakon an der dortigen Frauenkirche und als Professor für Poesie, Eloquenz und griechische Sprache am Auditorium Publicum des Egidiengymnasiums. 1657 wurde seine lateinische Stillehre Linguae latinae ornatus in hoher Auflage gedruckt, zu der 1658 eine Ausgabe des Rhetoriklehrbuchs von Nicolaus Vernulaeus hinzukam.
Das besondere Interesse Arnolds galt der byzantinischen Kultur und der Orientalistik. Er verfasste etliche lateinische Abhandlungen zur vergleichenden Religionsgeschichte, zur Geschichte Südostasiens und zur Numismatik, einen Kommentar zu Flavius Josephus und edierte Texte der griechischen und römischen klassischen Antike von Homer, Publius Valerius Cato und Pomponius.
Bedeutsam waren auch seine Kompilationen zu Japan, Korea und Siam (Fr. Carons, und Jod. Schouten Wahrhaftige Beschreibungen zweyer mächtigen Königreiche, 1663. Wahrhaftige Beschreibungen dreyer mächtigen Königreiche, 1672), in denen er die Früchte eigener Lektüre mit Originalmanuskripten von zurückgekehrten Ostindienfahrern kombinierte und durch zahlreiche Anmerkungen erweiterte. Dies waren neben den Denkwürdigen Gesandtschaften (1669) von Arnoldus Montanus die informativsten Schilderungen Japans in der zweiten Hälfte des 17. Jahrhunderts.

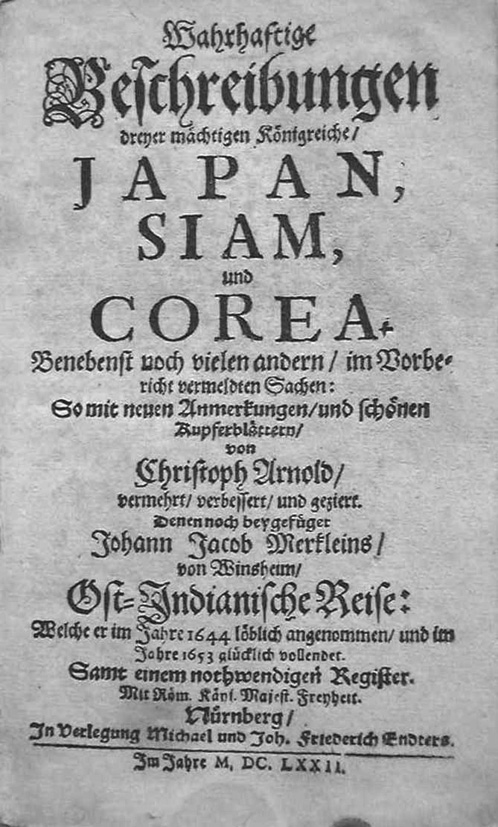
Wahrhaftige Beschreibungen, 1672 (Titelblatt)

Als Gelehrter unterhielt er, wie damals üblich, einen umfangreichen Briefwechsel mit europäischen Geistesgrößen, unter anderem mit Heinrich Meibom, Johann Friedrich Gronovius, Conrad Samuel Schurzfleisch und Herzog Anton Ulrich von Braunschweig-Lüneburg.
Arnold war nur in den ersten Jahren aktiv an Schriften des Blumenordens beteiligt. Dennoch stand er mit dessen zweitem Oberhaupt Sigmund von Birken bis zu dessen Tod in freundschaftlicher Verbindung und arbeitete mit ihm mehrfach zusammen. Im April 1671 wurde er von Birken zum Dichter gekrönt.
Er ist Verfasser zahlreicher Gelegenheitsschriften, insbesondere zu gesellschaftlichen Ereignissen in Nürnberger Patrizierfamilien. Vor allem aber ist er bekannt als Verfasser geistlicher Lieder. Immer wieder finden diese sich in den Gelegenheitsdrucken, oft vertont durch den damals bekannten Nürnberger Organisten Paul Hainlein. In Johann Michael Dilherrs Augen- und Herzens-Lust (1661) sind 90 Lieder Arnolds gedruckt.
Arnold trug im Lauf seines Lebens eine umfangreiche Büchersammlung zusammen und besaß gemeinsam mit seinem Bruder Andreas eine der größten Privatbibliotheken der Reichsstadt Nürnberg. Die hohe Qualität dieser Sammlung und ihre kulturgeschichtliche Bedeutung ist durch einen Katalog erschlossen worden.